# Викраморваши

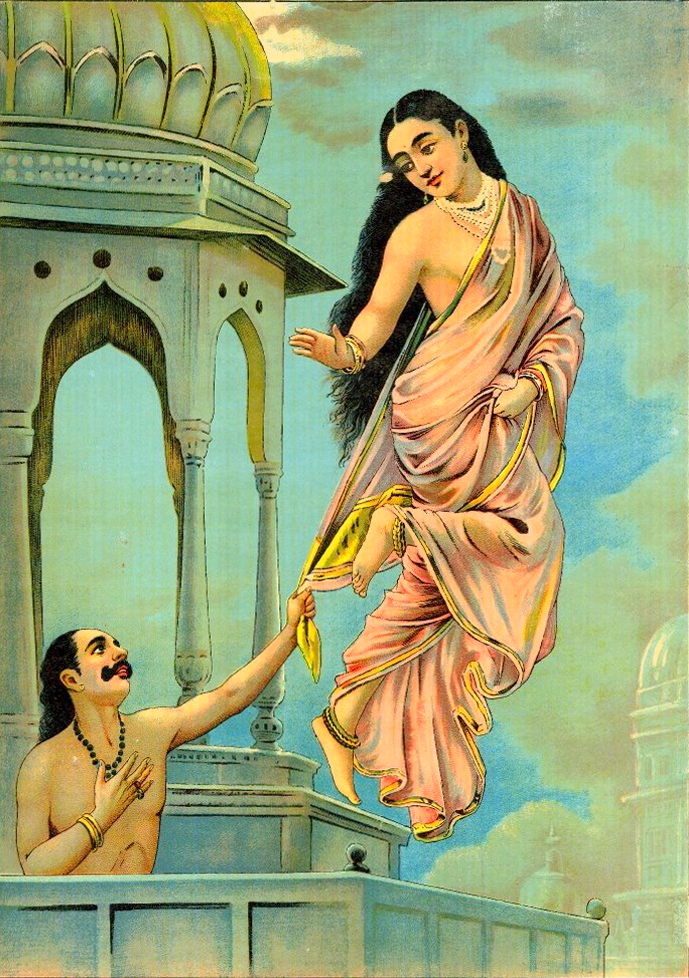
Урваши и Пуруравас. Картина Раджи Рави Вармы.

«Викраморва́ши», или «Викраморваси» (IAST: Vikramōrvaśīyam; санскр. विक्रमोर्वशीयम्; «Мужеством обретённая Урваши»), — санскритская средневековая пьеса авторства индийского поэта и драматурга Калидасы. Описывает пураническую историю любви царя Пурураваса к апсаре по имени Урваши.
«Викрам» в названии пьесы — это «Викрамадитья», означающий «доблестный как Солнце» — это имя было выбрано автором с целью указать на то, как в Пуруравасе нашли своё отражение качества Викрамадитьи.

## Сюжет
Прекрасную Урваши похищают демоны; король Пуруравас узнаёт об этом и освобождает её, причём оба влюбляются друг в друга. Тайна его любви выдана болтливым Видушакой королеве, которая вдобавок находит обронённый тем же Видушакой березовый (bhûrja) листок; на этом листике Урваши во время свидания с Пуруравасом написала свое признание в любви. Королева разгневана и ревнует.
Тем временем Урваши, отозванная на небо, на райские планеты, для исполнения роли в драматическом спектакле, который устраивается для бога Индры, занятая своей любовью, проговаривается во время представления и — на вопрос, кого она любит — вместо имени Пурушоттама (Вишну), произносит имя Пурураваса. За это её прогоняют с неба, но позволяют всё-таки соединиться с Пуруравасом и жить с ним, пока у них не будет потомства. Королева в конце концов соглашается на то, чтобы влюблённые соединились.
Но счастье их непродолжительно: Урваши в припадке ревности, вызванной тем, что Пуруравас посмотрел на встреченную ими во время прогулки девушку, убегает от него в священную рощу, куда не смеет входить женщина. За это она превращается в лиану. Огорчённый Пуруравас блуждает в отчаянии по лесу и тщетно просит разных птиц и животных помочь ему (павлина, фламинго, чакравака (утка огарь), пчелу, даже гору и лесной поток). Только волшебный красный камень соединения может помочь ему найти Урваши, но никто не может его указать ему. Вдруг камень падает в его руки, и Пуруравас, влекомый необъяснимой силой, сжимает в своих объятиях стройную, как Урваши, лиану, которая и превращается в настоящую Урваши.
Последний акт представляет влюбленных наслаждающимися уже много лет безмятежным счастьем, как вдруг разносится весть, что волшебный камень похищен коршуном. Но вскоре какой-то мальчик из касты кшатрия убивает коршуна и возвращает камень. Оказывается, что этот мальчик сын Пурураваса и Урваши, которого Урваши растила тайком, чтобы продлить свое пребывание у Пуруравасы, ибо Индра позволил ей оставаться у Пуруравасы до тех пор, пока тот не увидит от неё потомства. Опечаленная Урваши раскрывает всё и говорит, что должна покинуть Пуруравасу. Но Индра умилостивляется и посылает вестника возвестить любящим, что Пуруравас может оставить у себя Урваши до конца жизни.

## Издания, переводы и адаптации
- 1830 — драма была издана в Калькутте.
- 1833 — Р. Х. Ленцем в Берлине был напечатан текст драмы с латинским переводом и комментарием.
- 1846 — Критическое издание с немецким переводом было осуществлено Ф. Боллензеном и опубликовано им в 1846 в Петербурге.
- 1879 — французский перевод Фуко (Париж, 1879).
- 1880 — немецкий перевод Фритце (Лейпциг, 1880, Reclam «Univ. Bibl.», № 1465).
- 1886 — Д. С. Мережковский по мотивам драмы написал стихотворение «Орваси».
- Позднее В. Ф. Миллер перевёл с санскрита первое действие драмы и написал к нему предисловие.
- 1954 — индийский режиссёр Модху Бос (1900—1969) снял фильм «Викраморваши».